# Welt in Aufruhr

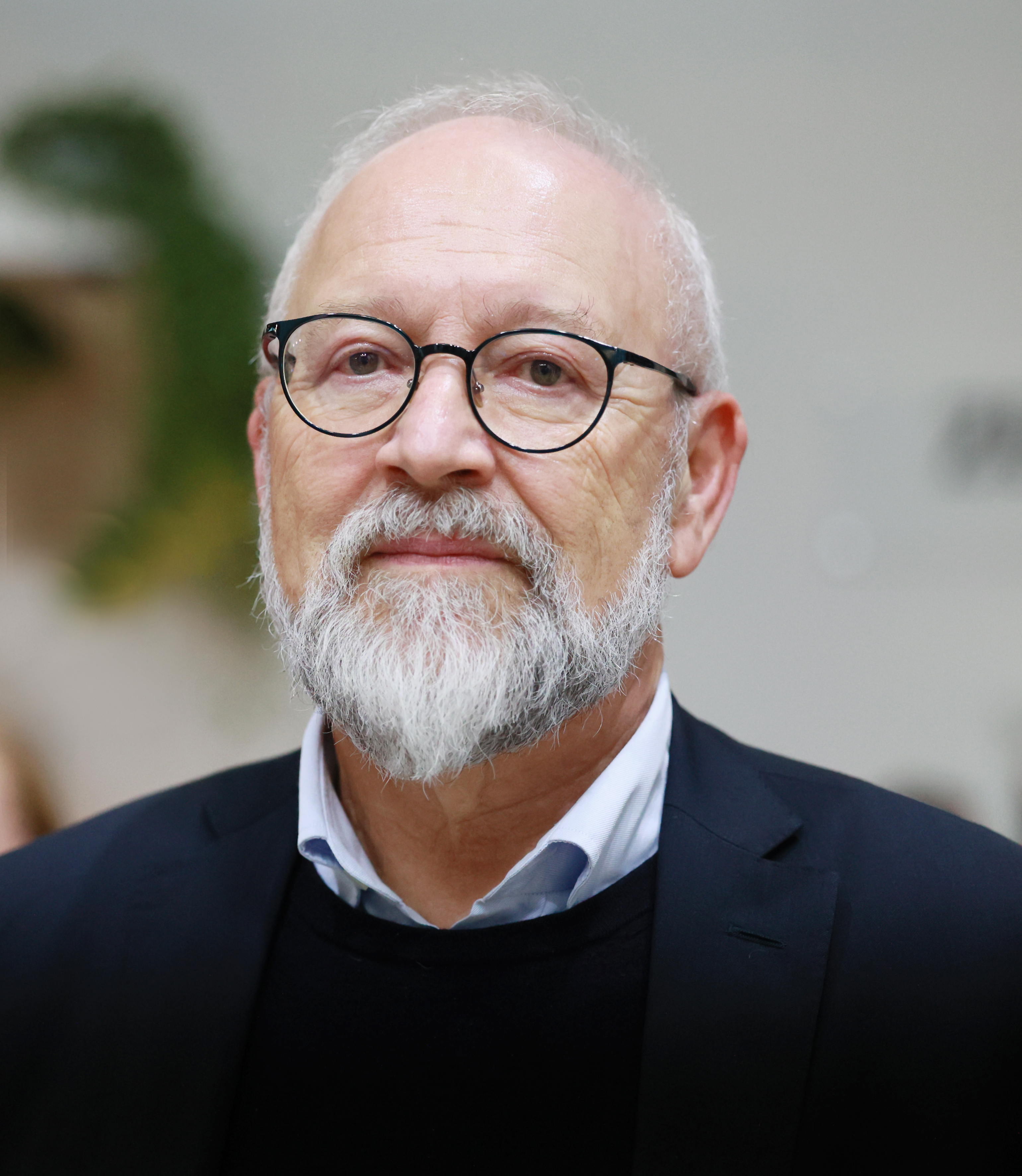
Herfried Münkler (2023)

Welt in Aufruhr. Die Ordnung der Mächte im 21. Jahrhundert ist ein Buch von Herfried Münkler, das 2023 im Rowohlt-Verlag erschien. Darin präsentiert er eine geopolitische Zeitdiagnose und hält für die nächsten Jahrzehnte das Entstehen einer Pentarchie von Weltordnungsmächten für denkbar, bestehend aus den Vereinigten Staaten, der Volksrepublik China, Russland, Indien und der Europäischen Union.

## Inhalt
Münkler untersucht geopolitische Modelle aus verschiedenen Zeiten und Zusammenhängen auf ihre prinzipielle Verwendbarkeit. Dabei handelt er Kriegstheoretiker wie Thukydides, Machiavelli und Clausewitz ebenso ab wie Typen der Großreichsbildung und friedenserhaltende Ordnungsversuche. Außerdem arbeitet er heraus, dass sich besonders in Russland und China auf die Großraumtheorie Carl Schmitts bezogen wird, laut der ein „Interventionsverbot für raumfremde Mächte“ gilt. Den Ukrainekrieg interpretiert er als Kampf Russlands für die Durchsetzung dieses Prinzips – dem die westlichen Prinzipien von staatlicher Souveränität und ökonomischer Verflechtung entgegenstehen. Als weiteren Hintergrund des russischen Angriffs auf die Ukraine nennt Münkler den Anspruch, mit den USA auf einer Stufe der Machtausübung zu stehen, was bedeute, „sich dieselben Verstöße gegen die für die «Anderen» geltenden völkerrechtlichen Regeln herausnehmen zu können wie die USA.“
Ein zentrales Argument des Buches ist, dass den westlichen Werten in der aktuellen Konstellation ein „Hüter“ fehle, der stark genug wäre, sie weltweit durchzusetzen. Daraus folge, den globalen Geltungsanspruch westlicher Werte und Normen einzuschränken. Es sei zu entscheiden, was wichtiger ist: folgenloses Geltendmachen von Werten oder die Einigung auf verbindliche Regeln.
In immer neuen Anläufen setzt Münkler verschiedene Bausteine geopolitischer Theorien so zusammen, dass schließlich das Modell einer Pentarchie herauskommt, eines „Direktoriums der Weltordnung“, aus den USA, China, der EU, Russland und Indien.
Die Überlegenheit der Pentarchie vor anderen Weltordnungsmodellen wird historisch und auch spieltheoretisch begründet. Die Fünferkonstellation in Europa sei sehr häufig vorgekommen und besser geeignet, Veränderungen zu kompensieren und wechselseitige Kontrolle zu ermöglichen als eine bipolare Ordnung. Trotzdem würden sich auch in der beschriebenen Fünferstruktur zwei Blöcke gegenüberstehen: Einerseits die USA mit der EU und andererseits China und Russland – Indien werde zum Zünglein an der Waage.
Innerhalb der EU sei ebenfalls eine Fünfergruppe von Mächten denkbar, die im Wesentlichen die Lasten der globalen Politik zu tragen hätten: Deutschland, Frankreich, Italien, Spanien und Polen.
Wiederholt betont Münkler, dass es sich beim Pentarchie-Modell um keine Voraussage dessen handele, was tatsächlich eintreten werde, das sei von zu vielen unberechenbaren Faktoren abhängig. Seine Modellbildung stelle dar, was auf Basis von Theorie und Geschichte der Weltordnungsmodelle zu erwarten sei.

## Rezeption
Der Rezensent der Frankfurter Allgemeinen Zeitung, Mark Siemons, entdeckt im Buch eine argumentative Lücke: Münkler erörtere nicht systematisch, dass bei Abwesenheit einer obersten Schiedsgerichtsmacht Übereinkünfte zwischen den großen Staatsblöcken zur Erhaltung des Friedens unabdingbar seien, die betroffenen Staaten aber auf Selbstbestimmung bestünden, was eine potentielle Ursache von Konflikten sei. Das schwäche die Überzeugungskraft der vorgestellten Modelle. Trotzdem mache „die Fülle an Kriterien und oft überraschenden Überlegungen“, die Münkler der Geschichte geopolitischer Theoriebildung abgewinne, sein Buch für die künftigen Debatten zum Thema unverzichtbar.
Joachim Käppner urteilt in der Süddeutschen Zeitung: „Das ist kein schnell hingeschriebenes, sondern ein tiefschürfendes und wissenschaftlich überzeugendes Buch. Und obwohl der Autor darin hier und dort der Versuchung des Fachjargons erliegt und in solchen Passagen unter seinen erheblichen stilistischen Möglichkeiten bleibt, ist es insgesamt gut und verständlich zu lesen. Wie stets greift Münkler tief und kenntnisreich in die Geschichte zurück, um uns die Gegenwart besser zu erklären.“
Für Welt in Aufruhr wurde Herfried Münkler der Hauptpreis des Bruno-Kreisky-Preises für das politische Buch 2023 zuerkannt.